# 16. siječnja
16. siječnja (16. 1.) 16. je dan godine po gregorijanskom kalendaru.
Do kraja godine ima još 349 dana (350 u prijestupnoj godini).

## Događaji
- 1547. – Ivan Grozni postao je ruski car.
- 1556. – Filip II. postaje španjolski kralj.
- 1969. – Jan Palach je sam sebe zapalio usred Praga, nakon invazije pet zemalja Varšavskoga pakta na Čehoslovačku i tako postao simbolom suvremene borbe Čeha i Slovaka za slobodu.
- 1979. – Mohammed Reza Pahlavi, posljednji perzijski šah, napušta zemlju pod pritiskom Homeinijevih sljedbenika.
- 1992. – Službeni Salvador i vođe pobunjenika potpisali mirovni sporazum u Meksiku kojim je nakon 12 godina i 75.000 mrtvih završen građanski rat.
- 2003. – Posljednje polijetanje Space Shuttlea Columbia.
- 2009. – Otvoreno je Svjetsko prvenstvo u rukometu u Hrvatskoj, jedan od najvećih sportskih događaja u Hrvatskoj povijesti.

| - 1844. – Ismail Qemali, albanski političar, 1. premijer († 1919.) - 1899. – Zdenka Sertić, hrvatska slikarica († 1986.) - 1901. – Fulgencio Batista, kubanski predsjednik († 1973.) - 1911. – Zvonimir Kulundžić, hrvatski publicist, bibliolog i povjesničar († 1994.) - 1924. – Katy Jurado, meksička glumica i prva Latinoamerikanka nominirana za Oscara († 2002.) - 1931. – Johannes Rau, njemački predsjednik († 2006.) - 1932. – Dian Fossey, američka znanstvenica koja je 18 godina radila na proučavanju gorila u Ruandi i DR Kongo († (1985.) - 1936. – Jozo Laušić, hrvatski književnik († 2002.) - 1940. – Lepa Lukić, srpska pjevačica narodne glazbe - 1944. – Zdenka Kovačiček, hrvatska jazz i rock pjevačica - 1948. – John Carpenter, američki redatelj i skladatelj - 1957. – Mitar Mirić, bosanskohercegovački i srbijanski pjevač - 1959. – Mladen Čutura, hrvatski glumac - 1959. – Sade Adu, britanska pjevačica i glumica - 1960. – Ljubomir Kerekeš, hrvatski glumac - 1961. – Hari Varešanović, bosanskohercegovački glazbenik - 1971. – Sergi Bruguera, španjolski tenisač - 1974. – Kate Moss, engleski model - 1979. – Aaliyah, američka pjevačica († 2001.) - 2006. - Bruno Idžan, hrvatski hokejaš na ledu - 2008. - Leon Jakirović, hrvatski nogometaš | - 1595. – Murat III., osmanski sultan (* 1546.) - 1711. – Josip Vaz, katolički svetac (* 1651.) - 1719. – Petar Kanavelić, hrvatski pjesnik, epski i dramski pisac (* 1637.) - 1794. – Edward Gibbon, engleski povjesničar (* 1737.) - 1874. – Max Schultze, njemački anatom i histolog (* 1825.) - 1886. – Amilcare Ponchielli, talijanski skladatelj (* 1834.) - 1891. – Léo Delibes, francuski skladatelj (* 1836.) - 1942. – Carole Lombard, američka glumica (* 1908.) - 1957. – Arturo Toscanini, talijanski dirigent (* 1867.) - 1962. – Ivan Meštrović, hrvatski kipar i arhitekt (* 1883.) - 1982. – Josip Andreis, hrvatski muzikolog (* 1909.) - 1983. – Vladimir Bakarić, hrvatski komunist i političar 1912.) - 1988. – Andrija Artuković, ministar unutarnjih poslova te pravosuđa NDH (* 1899.) - 2018. – Oliver Ivanović, srpski političar s Kosova (* 1953.) - 2020. – Mario Jutt, hrvatski nogometaš i sportski djelatnik (* 1948.) - 2021. – Phil Spector, američki glazbenik (* 1939.) - 2023. – Miro Glavurtić, hrvatski slikar, književnik i mistik (* 1932.) |

## Imendani
- Marcel
- Oton
- Mislav

## Vanjske poveznice
|  | Zajednički poslužitelj ima još gradiva o temi 16. siječnja |